# Зюдерлюгум
Зюдерлюгум (нім. Süderlügum) — громада в Німеччині, розташована в землі Шлезвіг-Гольштейн. Входить до складу району Північна Фризія. Складова частина об'єднання громад Зюдтондерн.
Площа — 26,59 км2. Населення становить 2422 ос. (станом на 31 грудня 2020).

## Галерея

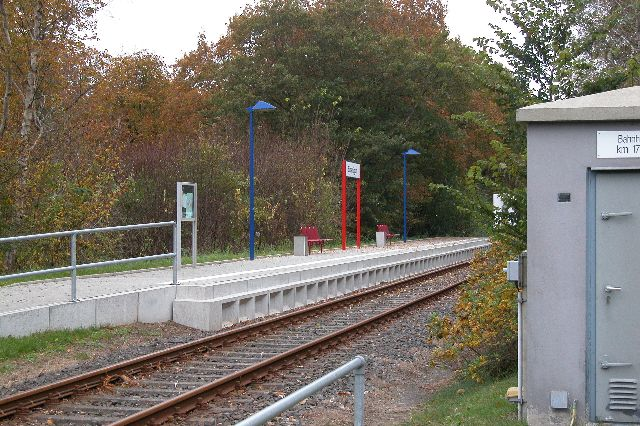